# گیمکوک
گیمکوک (به انگلیسی: Gloster_Gamecock) یک هواگرد از نوع جنگنده ساخت شرکت Gloster است. هواگرد گیمکوک نخستین پروازش را در ۲۲ فوریه ۱۹۲۵ میلادی انجام داد. در مجموع، تعداد ۱۰۸ فروند از این هواگرد ساخته شده‌است.